# Mesoamerikansk tidstavle
Den mesoamerikanske tidstavle opdeler Mesoamerikas præcolumbianske historie i en række på hinanden følgende aldre, fra de tidligste beviser på menneskelig bosættelse til den tidlige kolonitid, som fulgte efter Spaniens kolonisering af Amerika.

## Oversigt

### Palæo-indiansk alder
10.000-3500 f.v.t.
Den palæo-indianske alder spænder fra de første tegn på menneskelig tilstedeværelse i området, til etableringen af blandt andre landbrug, pottemagerkunst, permanente bosættelser og andre tegn på en begyndende civilisation.  I det mesoamerikanske område regner man med, at denne fase ophørte mellem 10.000 og 8000 f.v.t., selv om det er tilnærmelsesvist og forskellige tidsrum kan være i anvendelse alt efter arbejdsfelt og delområde.
Menneskene på den tid var jægere og samlere.

### Arkaisk alder
Cirka 10.000-1800 f.v.t.
I den arkaiske alder blev landbruget udviklet i området og permanente bosættelser blev etableret.  Sent i den arkaiske alder blev pottemagerkunsten og vævning med vævestol almindeligt.

### Præklassisk alder eller den formative alder
1800 f.v.t. til 200 e.v.t.
I den præklassiske eller formative alder begyndte nationalstaterne at blive til, foruden den første storstilede ceremonielle arkitektur og udviklingen af byer.  Olmekercivilisationen udviklede sig og blomstrede på steder som La Venta og San Lorenzo Tenochtitlán.  Tilsvarende med de tidlige zapotekere, Monte Alto-kulturen i Guatemalas stillehavslavland og mayacivilisationen.  Vigtige tidlige mayabyer var Nakbe, El Mirador, San Bartolo, Cival og Takalik Abaj.

### Klassisk alder
200-900 e.v.t.
I løbet af den klassiske alder, blev Teotihuacan til en storby og dens imperium dominerede Mesoamerika.  Storhedstiden for byerne i mayaernes sydlige lavland begyndte; eksempelvis Tikal, Palenque og Copán.
Den klassiske alder sluttede tidligere i det nuværende centrale Mexico, med Teotihuacans fald omkring det 7. århundrede, end det var tilfældet i mayaområdet, der fortsatte i århundreder derefter.  På den tid oplevede mange bosættelser i det sydlige lavland (særligt Tikal) en kort periode med nedgang.

### Postklassisk alder
900-1697 e.v.t.
Under den postklassiske alder faldt mange af de store nationer og byer fra den klassiske alder, selv om nogle fortsatte, blandt andre i Oaxaca, Cholula, og mayaerne i Yucatán, så som Chichen Itza og Uxmal.  Toltekerne dominerede en overgang det nuværende centrale Mexico i det 11.-13. århundrede, for dernæst at falde.  Mayaerne mod nord var en overgang forenede under styret i Mayapan.  Det aztekiske rige opstod i det tidlige 15. århundrede og syntes at være på vej til at få en dominans over hele området, som man ikke havde set siden Teotihuacan, da Mesoamerika blev opdaget af Spanien og erobret af conquistadorene og et stort antal indfødte allierede.
Den postklassiske alder kan siges at have fortsat indtil erobringen af den sidste uafhængige stat i Mesoamerika, Tayasal, i 1697.

## Tidslinje
Historikere og arkæologer inddeler Mesoamerikas historie i tre aldre.  Bemærk at datoerne er omtrentlige, samt at skiftet fra en alder til en anden, ikke fandt sted på samme tid eller under de samme omstændigheder i alle de nævnte samfund.